# Naivasha
Naivasha este un oraș din Kenya.